# حسین حاتمی (سیاستمدار)
حسین حاتمی سیاستمدار اصولگرای ایرانی است که نماینده مردم کلیبر، خداآفرین و هوراند (استان آذربایجان شرقی) در مجلس یازدهم شورای اسلامی است. وی در آبان ۱۳۹۹ با کسب ۱۷٬۶۲۵ رای از مجموع ۵۷٬۹۹۶ رای در حوزه انتخاباتی کلیبر در مجلس یازدهم شورای اسلامی انتخاب شد. حسین حاتمی دارای مدرک تحصیلی علوم سیاسی در مقطع کارشناسی ارشد است. از سوابقِ کاریِ وی می‌توان به مسئول بسیج عشایر و فرمانده سپاه ناحیه کلیبر (با درجه نظامی سرهنگ‌تمام) اشاره کرد.